# فروپاشی بوم‌شناختی

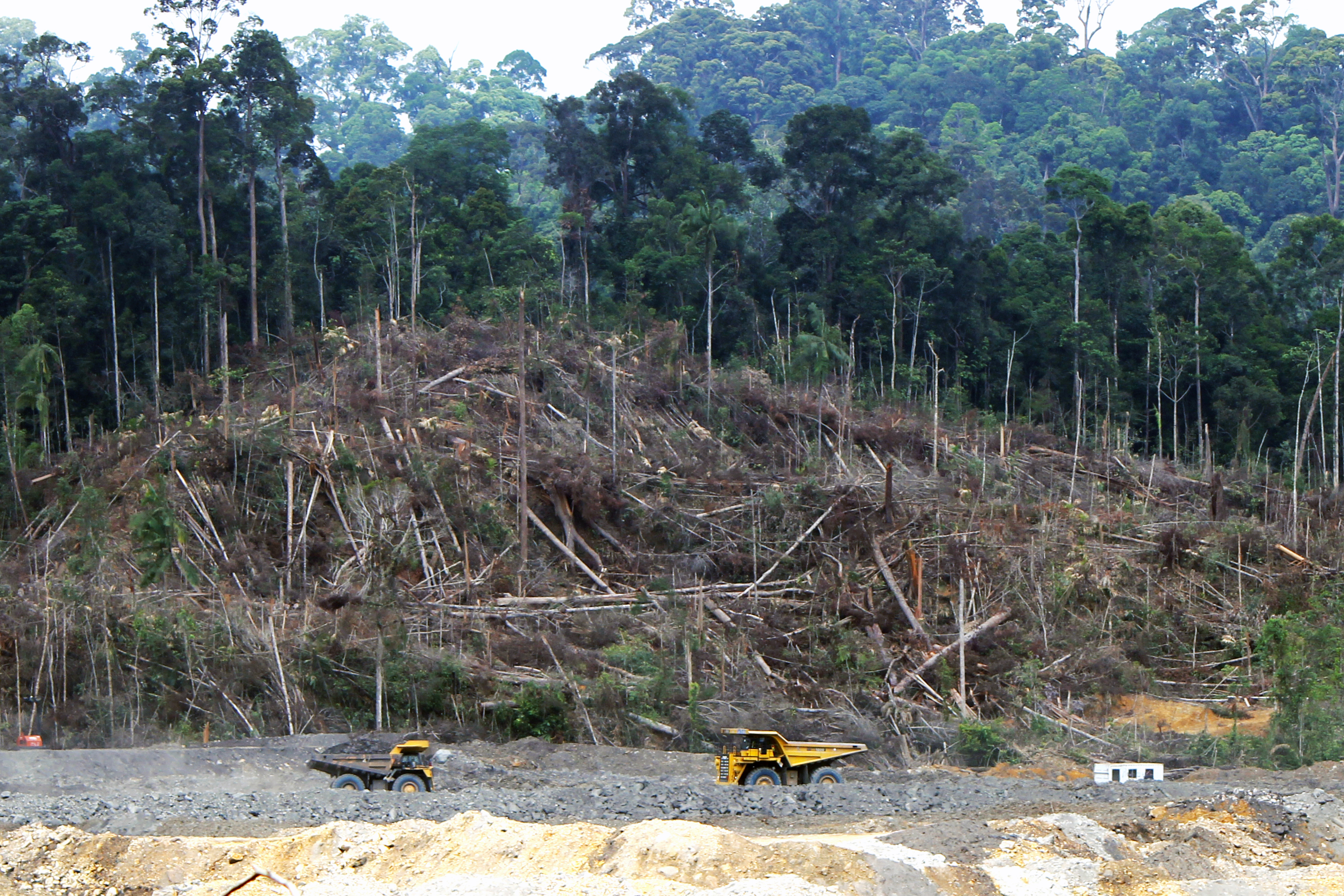
قطع درختان در کالیمانتان، بخش اندونزیایی بورنئو، در سال ۲۰۱۳، به منظور ایجاد پروژه جدید استخراج زغال سنگ.

فروپاشی بوم‌شناختی (به انگلیسی: Ecological collapse) به وضعیتی گفته می‌شود که در آن یک اکوسیستم از کاهش شدید و احتمالاً دائمی گنجایش برد همهٔ جانداران رنج می‌برد که اغلب منجر به انقراض دسته‌جمعی می‌شود. معمولاً یک فروپاشی بوم‌شناختی توسط یک رویداد فاجعه‌بار در مقیاس زمانی کوتاه رخ می‌دهد. فروپاشی بوم‌شناختی را می‌توان به عنوان پیامد فروپاشی اکوسیستم بر روی عناصر زیستی که به اکوسیستم اصلی وابسته بودند در نظر گرفت.

عناصر احتمالی اوج در سیستم آب و هوا

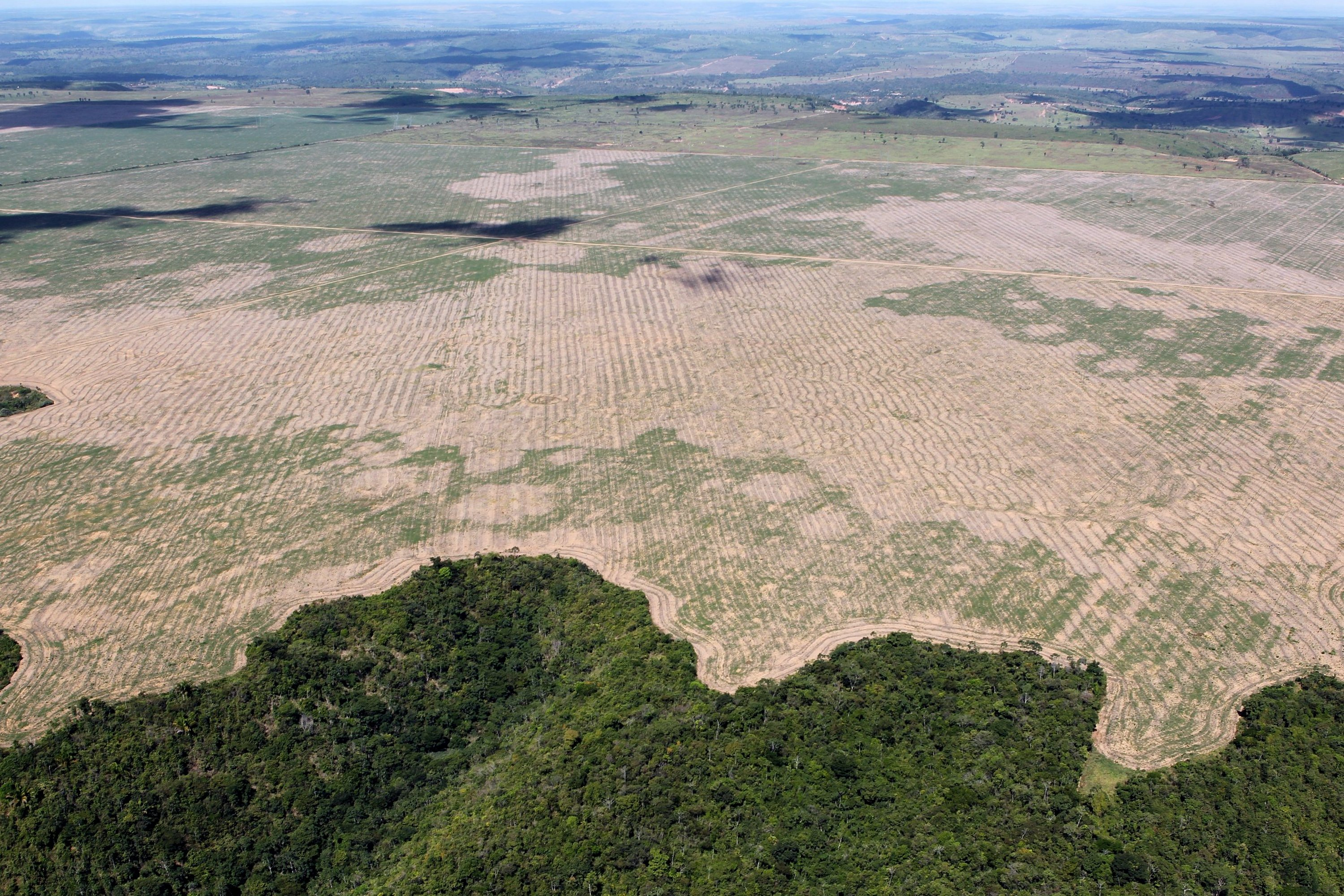
جنگل‌زدایی جنگل‌های آمازون در سال ۲۰۱۶

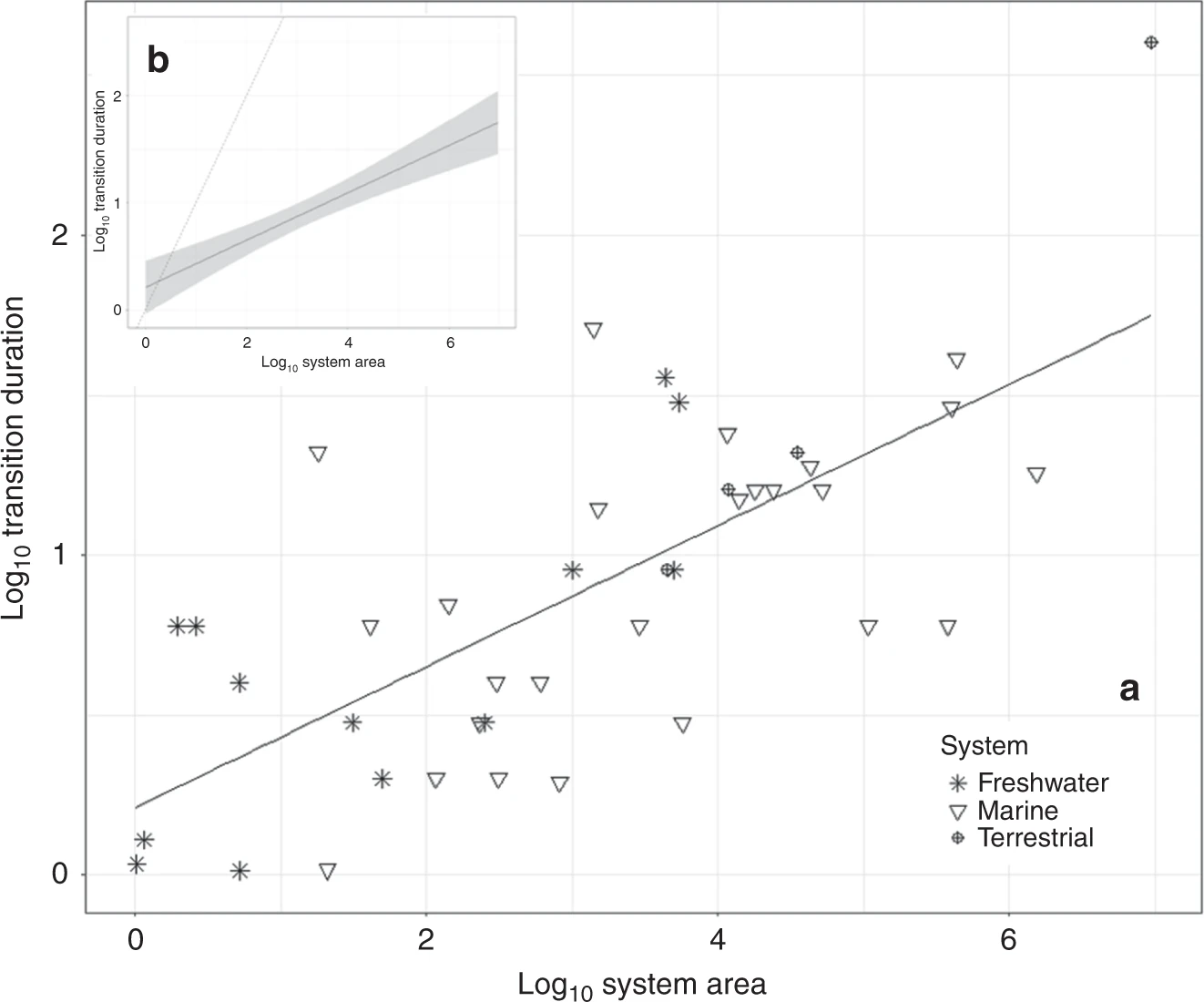
رابطه خطی لگاریتمی بین منطقه مکانی و مدت زمانی ۴۲ تغییر رژیم سیستم زمین